# Gardon d’Alès
Gardon d’Alès – rzeka we Francji, przepływająca przez tereny departamentów Gard i Lozère, o długości 60,6 km. Łączy się z Gardon d’Anduze, tworząc rzekę Gardon. 
Gardon d’Alès przepływa przez miasto Alès.